# Draft de la NBA de 2015
El Draft de la NBA de 2015 se celebró el jueves 25 de junio de 2015, en el Barclays Center en Brooklyn. Los equipos de la National Basketball Association (en español: Asociación Nacional de Baloncesto) (NBA) se turnaron para seleccionar a los jugadores del baloncesto universitario de los Estados Unidos y otros jugadores elegibles, incluyendo los jugadores internacionales. La lotería del draft se celebró el 19 de mayo de 2015. Los Minnesota Timberwolves ganaron la lotería del draft para hacerse con la primera selección del draft por primera vez en su historia. El draft fue televisado por la cadena ESPN.

## Selecciones del draft
| ^ | ^ | Indica jugador miembro del Basketball Hall of Fame                                                        | Indica jugador miembro del Basketball Hall of Fame                                                        | Indica jugador miembro del Basketball Hall of Fame                                                        | Indica jugador miembro del Basketball Hall of Fame                                                        | Indica jugador miembro del Basketball Hall of Fame                                                        |
| * | * | Indica jugador que ha sido seleccionado por lo menos en un All-Star Game y en el Mejor Quinteto de la NBA | Indica jugador que ha sido seleccionado por lo menos en un All-Star Game y en el Mejor Quinteto de la NBA | Indica jugador que ha sido seleccionado por lo menos en un All-Star Game y en el Mejor Quinteto de la NBA | Indica jugador que ha sido seleccionado por lo menos en un All-Star Game y en el Mejor Quinteto de la NBA | Indica jugador que ha sido seleccionado por lo menos en un All-Star Game y en el Mejor Quinteto de la NBA |
| + | + | Indica jugador que ha sido seleccionado por lo menos en un All-Star Game                                  | Indica jugador que ha sido seleccionado por lo menos en un All-Star Game                                  | Indica jugador que ha sido seleccionado por lo menos en un All-Star Game                                  | Indica jugador que ha sido seleccionado por lo menos en un All-Star Game                                  | Indica jugador que ha sido seleccionado por lo menos en un All-Star Game                                  |
| x | x | Indica jugador que ha sido seleccionado por lo menos en un Mejor Quinteto de la NBA                       | Indica jugador que ha sido seleccionado por lo menos en un Mejor Quinteto de la NBA                       | Indica jugador que ha sido seleccionado por lo menos en un Mejor Quinteto de la NBA                       | Indica jugador que ha sido seleccionado por lo menos en un Mejor Quinteto de la NBA                       | Indica jugador que ha sido seleccionado por lo menos en un Mejor Quinteto de la NBA                       |
| # | # | Indica jugador que nunca jugó en la temporada regular y los playoffs de la NBA                            | Indica jugador que nunca jugó en la temporada regular y los playoffs de la NBA                            | Indica jugador que nunca jugó en la temporada regular y los playoffs de la NBA                            | Indica jugador que nunca jugó en la temporada regular y los playoffs de la NBA                            | Indica jugador que nunca jugó en la temporada regular y los playoffs de la NBA                            |

| B | Base | E | Escolta | A | Alero | AP | Ala Pívot | P | Pívot |

### Primera ronda

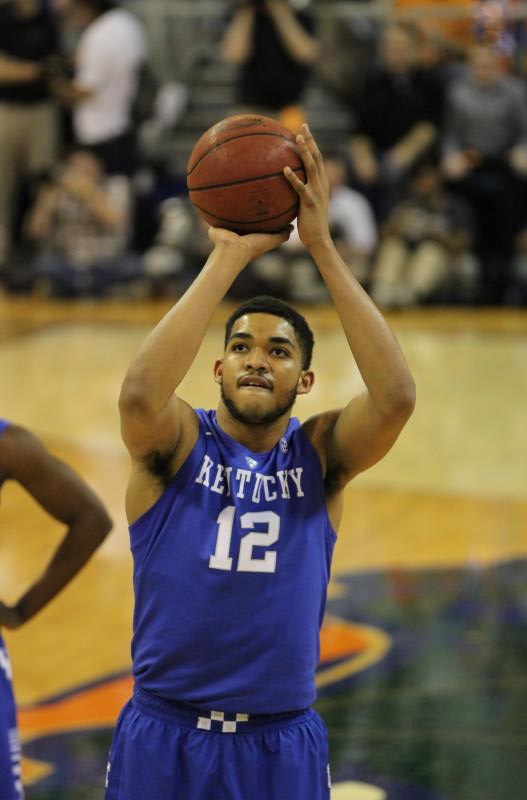
Karl-Anthony Towns número 1 del Draft, elegido por Minnesota Timberwolves.

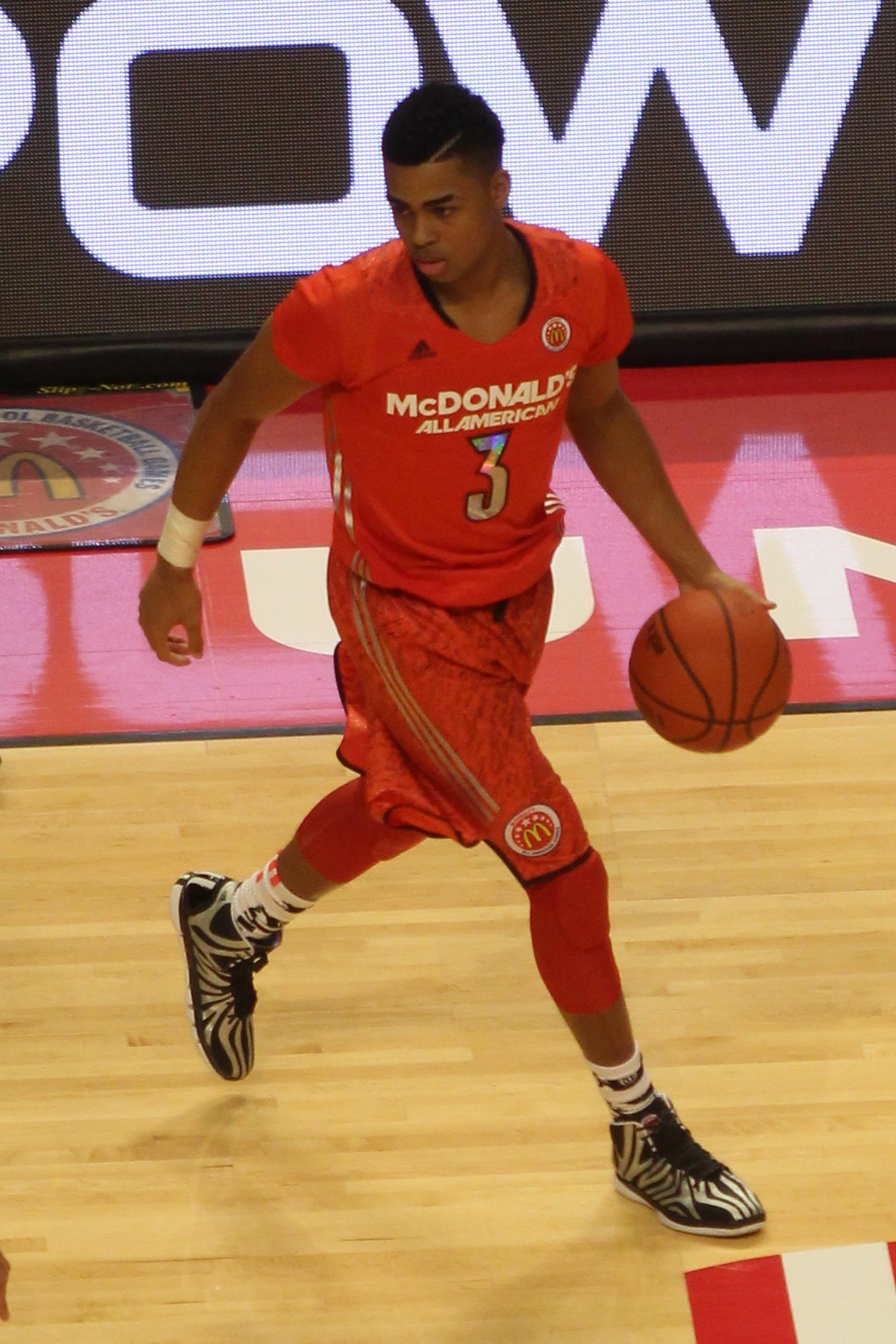
D'Angelo Russell fue elegido en 2º lugar por Los Angeles Lakers.

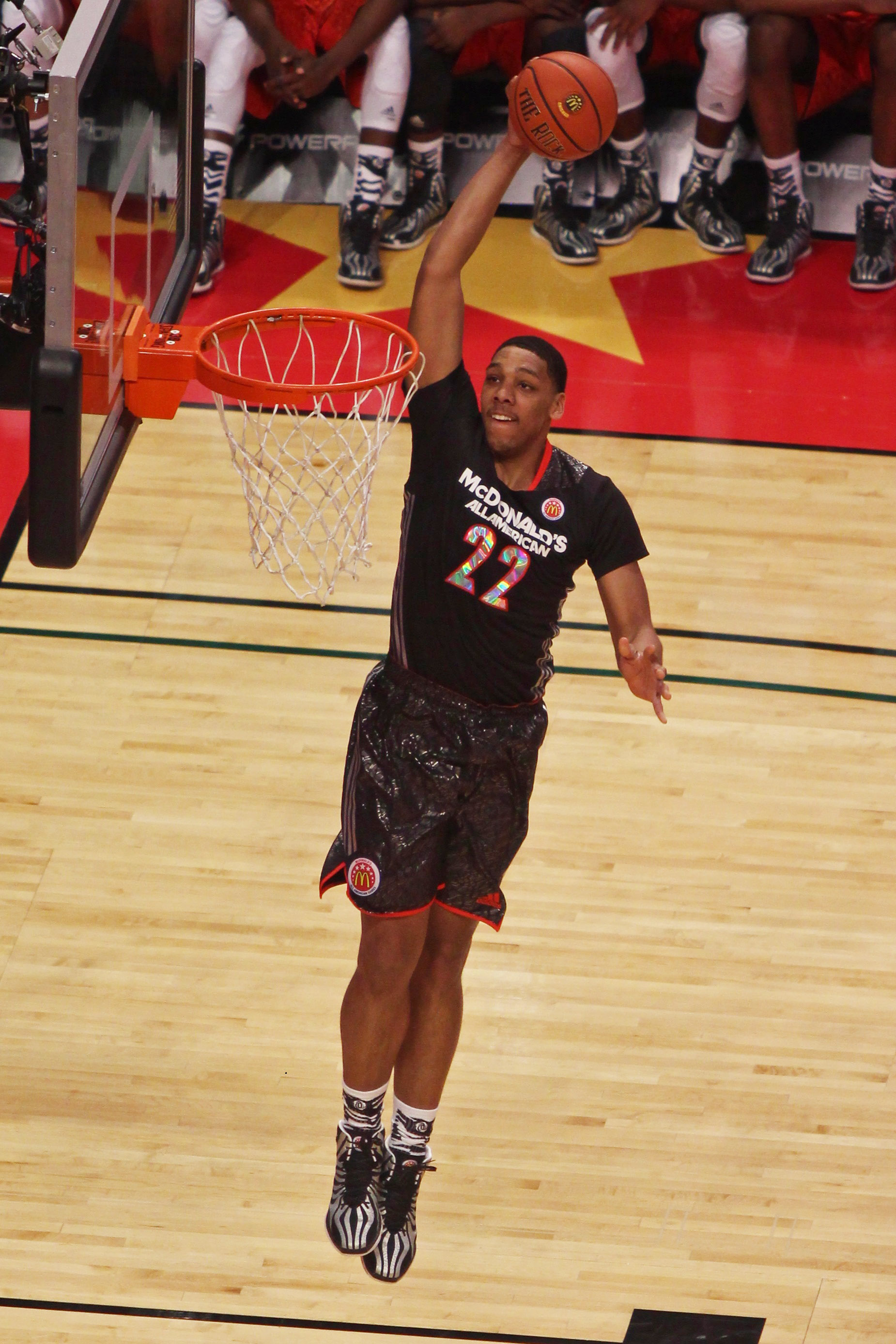
Jahlil Okafor seleccionado en 3ª posición por Philadelphia 76ers.

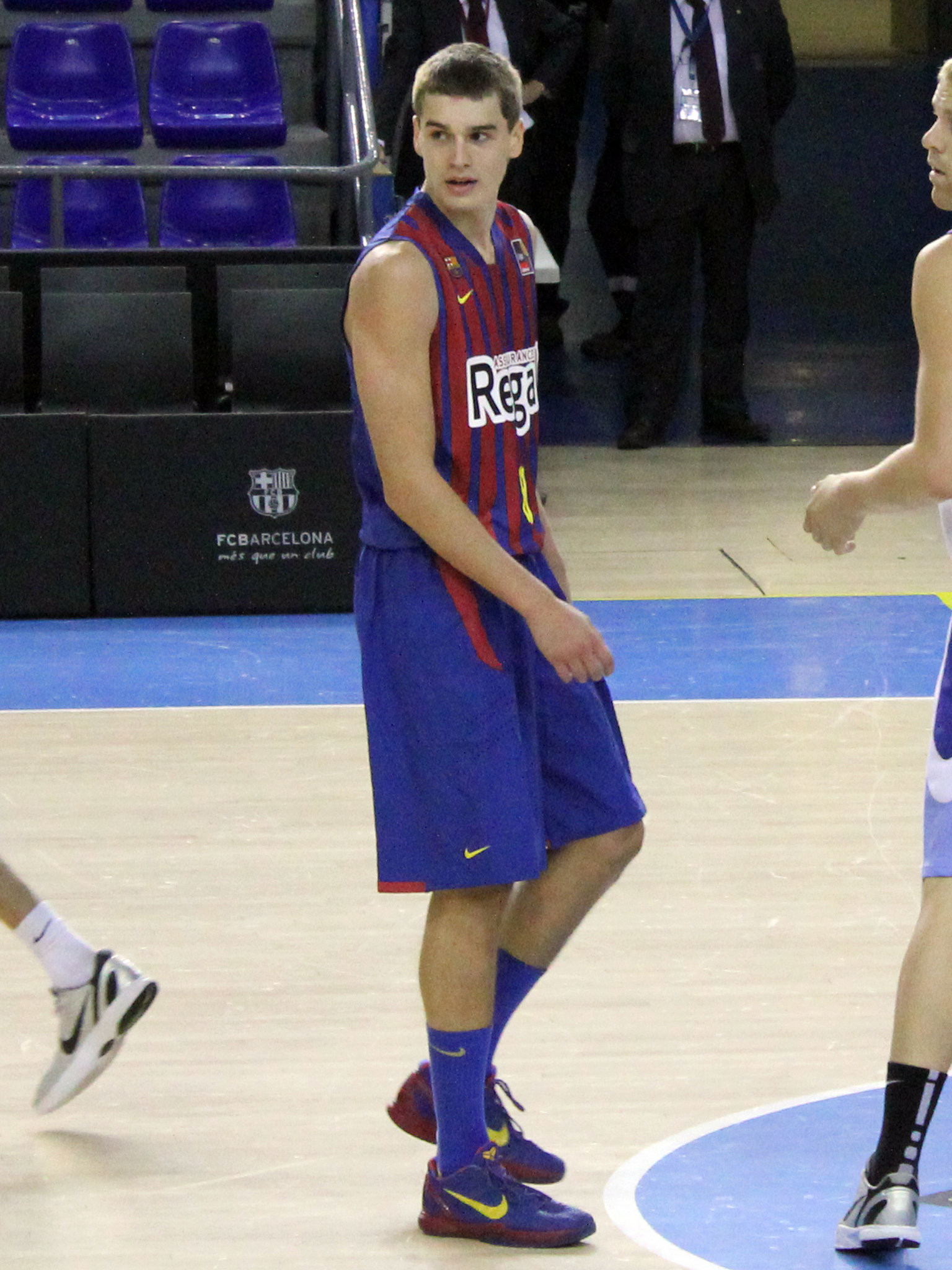
Mario Hezonja la quinta elección por Orlando Magic.

| Pick | Jugador                 | Pos. | Nacionalidad                    | Equipo                                                 | Universidad / Club                |
| ---- | ----------------------- | ---- | ------------------------------- | ------------------------------------------------------ | --------------------------------- |
| 1    | Karl-Anthony Towns      | P    | República Dominicana            | Minnesota Timberwolves                                 | Kentucky (Fr.)                    |
| 2    | D'Angelo Russell        | E    | Estados Unidos                  | Los Angeles Lakers                                     | Ohio State (Fr.)                  |
| 3    | Jahlil Okafor           | P    | Estados Unidos                  | Philadelphia 76ers                                     | Duke (Fr.)                        |
| 4    | Kristaps Porziņģis      | AP   | Letonia                         | New York Knicks                                        | Sevilla (España)                  |
| 5    | Mario Hezonja           | E/A  | Croacia                         | Orlando Magic                                          | FC Barcelona (España)             |
| 6    | Willie Cauley-Stein     | AP/P | Estados Unidos                  | Sacramento Kings                                       | Kentucky (Jr.)                    |
| 7    | Emmanuel Mudiay         | B    | República Democrática del Congo | Denver Nuggets                                         | Guangdong Southern Tigers (China) |
| 8    | Stanley Johnson         | A    | Estados Unidos                  | Detroit Pistons                                        | Arizona (Fr.)                     |
| 9    | Frank Kaminsky          | AP/P | Estados Unidos                  | Charlotte Hornets                                      | Wisconsin (Jr.)                   |
| 10   | Justise Winslow         | A    | Estados Unidos                  | Miami Heat                                             | Duke (Fr.)                        |
| 11   | Myles Turner            | P    | Estados Unidos                  | Indiana Pacers                                         | Texas (Fr.)                       |
| 12   | Trey Lyles              | AP   | Canadá                          | Utah Jazz                                              | Kentucky (Fr.)                    |
| 13   | Devin Booker            | E    | Estados Unidos                  | Phoenix Suns                                           | Kentucky (Fr.)                    |
| 14   | Cameron Payne           | B    | Estados Unidos                  | Oklahoma City Thunder                                  | Murray State (So.)                |
| 15   | Kelly Oubre Jr.         | A    | Estados Unidos                  | Atlanta Hawks (desde Brooklyn,traspasado a Washington) | Kansas (Fr.)                      |
| 16   | Terry Rozier            | B    | Estados Unidos                  | Boston Celtics                                         | Louisville (So.)                  |
| 17   | Rashad Vaughn           | E    | Estados Unidos                  | Milwaukee Bucks                                        | UNLV (Fr.)                        |
| 18   | Sam Dekker              | A    | Estados Unidos                  | Houston Rockets (desde New Orleans)                    | Wisconsin (Jr.)                   |
| 19   | Jerian Grant            | B    | Estados Unidos                  | Washington Wizards                                     | Notre Dame (Jr.)                  |
| 20   | Delon Wright            | B    | Estados Unidos                  | Toronto Raptors                                        | Utah (Jr.)                        |
| 21   | Justin Anderson         | A    | Estados Unidos                  | Dallas Mavericks                                       | Virginia (Jr.)                    |
| 22   | Bobby Portis            | AP   | Estados Unidos                  | Chicago Bulls                                          | Arkansas (So.)                    |
| 23   | Rondae Hollis-Jefferson | A    | Estados Unidos                  | Portland Trail Blazers                                 | Arizona (So.)                     |
| 24   | Tyus Jones              | B    | Estados Unidos                  | Cleveland Cavaliers                                    | Duke (Fr.)                        |
| 25   | Jarell Martin           | AP   | Estados Unidos                  | Memphis Grizzlies                                      | LSU (So.)                         |
| 26   | Nikola Milutinov#       | P    | Serbia                          | San Antonio Spurs                                      | Partizan Belgrado (Serbia)        |
| 27   | Larry Nance Jr.         | AP   | Estados Unidos                  | Los Angeles Lakers (desde Houston)                     | Wyoming (Jr.)                     |
| 28   | R.J. Hunter             | E    | Estados Unidos                  | Boston Celtics (desde L.A. Clippers)                   | Georgia State (Jr.)               |
| 29   | Chris McCullough        | AP   | Estados Unidos                  | Brooklyn Nets (desde Atlanta)                          | Syracuse (Fr.)                    |
| 30   | Kevon Looney            | AP   | Estados Unidos                  | Golden State Warriors                                  | UCLA (Fr.)                        |

### Segunda ronda
| Pick | Jugador              | Pos. | Nacionalidad   | Equipo                                                                        | Universidad / Club         |
| ---- | -------------------- | ---- | -------------- | ----------------------------------------------------------------------------- | -------------------------- |
| 31   | Cedi Osman           | E/A  | Turquía        | Minnesota Timberwolves                                                        | Anadolu Efes (Turquía)     |
| 32   | Montrezl Harrell     | AP   | Estados Unidos | Houston Rockets (desde New York)                                              | Louisville (Fr.)           |
| 33   | Jordan Mickey        | A    | Estados Unidos | Boston Celtics (desde Philadelphia vía Miami)                                 | LSU (So.)                  |
| 34   | Anthony Brown        | A    | Estados Unidos | Los Angeles Lakers                                                            | Stanford (Jr.)             |
| 35   | Willy Hernangómez    | P    | España         | Philadelphia 76ers (desde Orlando)                                            | Sevilla (España)           |
| 36   | Rakeem Christmas     | AP/P | Estados Unidos | Minnesota Timberwolves (desde Sacramento vía Houston, traspasado a Cleveland) | Syracuse (Jr.)             |
| 37   | Richaun Holmes       | A/AP | Estados Unidos | Philadelphia 76ers (desde Denver vía Houston, Portland and Minnesota)         | Bowling Green (Jr.)        |
| 38   | Darrun Hilliard      | E    | Estados Unidos | Detroit Pistons                                                               | Villanova (Jr.)            |
| 39   | Juan Pablo Vaulet#   | A    | Argentina      | Charlotte Hornets (traspasado a Brooklyn)                                     | Bahía Basket (Argentina)   |
| 40   | Josh Richardson      | E    | Estados Unidos | Miami Heat                                                                    | Tennessee (Sr.)            |
| 41   | Pat Connaughton      | A    | Estados Unidos | Brooklyn Nets (traspasado a Portland)                                         | Notre Dame (Sr.)           |
| 42   | Olivier Hanlan#      | B    | Canadá         | Utah Jazz                                                                     | Boston College (Jr.)       |
| 43   | Joseph Young         | B    | Estados Unidos | Indiana Pacers                                                                | Oregon (So.)               |
| 44   | Andrew Harrison      | B    | Estados Unidos | Phoenix Suns (traspasado a Memphis)                                           | Kentucky (So.)             |
| 45   | Marcus Thornton#     | B    | Estados Unidos | Boston Celtics                                                                | William & Mary (Sr.)       |
| 46   | Norman Powell        | E    | Estados Unidos | Milwaukee Bucks (traspasado a Toronto)                                        | UCLA (Sr.)                 |
| 47   | Artūras Gudaitis#    | P    | Lituania       | Philadelphia 76ers (desde New Orleans vía Washington y L.A. Clippers)         | Žalgiris Kaunas (Lituania) |
| 48   | Dakari Johnson       | P    | Estados Unidos | Oklahoma City Thunder                                                         | Kentucky (So.)             |
| 49   | Aaron White#         | AP   | Estados Unidos | Washington Wizards                                                            | Iowa (Jr.)                 |
| 50   | Marcus Eriksson#     | E    | Suecia         | Atlanta Hawks (desde Toronto)                                                 | FC Barcelona (España)      |
| 51   | Tyler Harvey#        | B    | Estados Unidos | Orlando Magic (desde Chicago)                                                 | Eastern Washington (Jr.)   |
| 52   | Satnam Singh#        | P    | India          | Dallas Mavericks                                                              | IMG Academy (Pg.)          |
| 53   | Sir'Dominic Pointer# | A    | Estados Unidos | Cleveland Cavaliers (desde Portland vía Chicago y Denver)                     | St. John's (Sr.)           |
| 54   | Dani Díez#           | A    | España         | Utah Jazz (desde Cleveland, traspasado a Portland)                            | Gipuzkoa (España)          |
| 55   | Cady Lalanne#        | AP   | Haití          | San Antonio Spurs                                                             | Massachusetts (Sr.)        |
| 56   | Branden Dawson       | A    | Estados Unidos | New Orleans Pelicans (desde Memphis, traspasado a L.A. Clippers)              | Michigan State (Sr.)       |
| 57   | Nikola Radicevic#    | B    | Serbia         | Denver Nuggets (desde L.A. Clippers)                                          | Sevilla (España)           |
| 58   | J. P. Tokoto#        | E/A  | Estados Unidos | Philadelphia 76ers (desde Houston)                                            | North Carolina (Jr.)       |
| 59   | Dimitrios Agravanis# | AP   | Grecia         | Atlanta Hawks                                                                 | Olympiacos (Grecia)        |
| 60   | Luka Mitrović#       | AP   | Serbia         | Philadelphia 76ers (desde Golden State vía Indiana)                           | Red Star Belgrade (Serbia) |

## Reglas de elegibilidad
El draft se lleva a cabo bajo las reglas de elegibilidad establecidas en el nuevo acuerdo de negociación colectiva de la liga de 2011 (CBA) con su sindicato de jugadores. La CBA fue que puso fin a la huelga del 2011, instituyó cambios inmediatos en el draft, pero pidió un comité de los propietarios y los jugadores para discutir cambios en el futuro. A partir de 2013, las normas de elegibilidad básicas para el draft se enumeran a continuación.
- Todos los jugadores seleccionados deben tener al menos 19 años de edad durante el año calendario del draft. En cuanto a las fechas, los jugadores elegibles para el draft de 2015 deben haber nacido antes del 31 de diciembre de 1996.[49]
- Cualquier jugador que no sea un "jugador internacional", según se define en la CBA, debe tener al menos un año retirado de la graduación de su clase de escuela secundaria.[49] La CBA define a los "jugadores internacionales", como los jugadores que residen permanentemente fuera de los Estados Unidos durante tres años con anterioridad al draft, no completó la escuela secundaria en los Estados Unidos, y nunca se han matriculado en un colegio o universidad de los Estados Unidos.[50]

El requisito básico para la elegibilidad automática para un jugador de Estados Unidos es la terminación de su elegibilidad universitaria. Los jugadores que cumplan con la definición de la CBA "jugadores internacionales" son elegibles automáticamente si su cumpleaños 22 cae durante o antes del año de calendario del draft (es decir, nacidos en o antes del 31 de diciembre de 1991). Jugadores estadounidenses que estaban al menos un año retirado de su graduación de la escuela secundaria y que han jugado al baloncesto de las ligas menores con un equipo fuera de la NBA también son elegibles automáticamente.
Un jugador que no es automáticamente elegible debe declarar su elegibilidad para el draft mediante la notificación a las oficinas de la NBA por escrito a más tardar 60 días antes del draft. Después de esta fecha, los jugadores de "entrada temprana" pueden asistir a los campamentos de pre-draft de la NBA y entrenamientos individuales del equipo para mostrar sus habilidades y obtener retroalimentación sobre su posición en el draft. En virtud de la CBA, un jugador puede retirar su nombre de la consideración del draft en cualquier momento antes de la fecha de declaración final, que es diez días antes del draft. Bajo las reglas de la NCAA, los jugadores solo tendrán hasta el 16 de abril para retirarse del draft y mantener su elegibilidad universitaria.
Un jugador que ha contratado a un agente perderá su elegibilidad universitaria restante. Además, aunque la CBA permite que un jugador se retire del draft dos veces, los mandatos de la NCAA dicen que un jugador que ha declarado dos veces pierde su elegibilidad universitaria.

## Participantes
Este año, un total de 49 jugadores universitarios y 43 jugadores internacionales se declararon como candidatos de entrada temprana. El 15 de junio es la fecha límite para retirarse.

### Primeros participantes
| Freshman  | Freshman  | Indica jugador de primer año  | Indica jugador de primer año  | Indica jugador de primer año  | Indica jugador de primer año  | Indica jugador de primer año  |
| Sophomore | Sophomore | Indica jugador de segundo año | Indica jugador de segundo año | Indica jugador de segundo año | Indica jugador de segundo año | Indica jugador de segundo año |
| Junior    | Junior    | Indica jugador de tercer año  | Indica jugador de tercer año  | Indica jugador de tercer año  | Indica jugador de tercer año  | Indica jugador de tercer año  |

| B | Base | E | Escolta | A | Alero | AP | Ala Pívot | P | Pívot |

#### Jugadores sin cumplir todos los ciclos universitarios
| - Cliff Alexander – F, Kansas (freshman) - Justin Anderson – G, Virginia (junior) - Brandon Ashley – F, Arizona (junior) - Satnam Singh – C, IMG Academy (post-graduado) - Devin Booker – G, Kentucky (freshman) - Willie Cauley-Stein – F, Kentucky (junior) - Sam Dekker – F, Wisconsin (junior) - Michael Frazier – G, Florida (junior) - Olivier Hanlan – G, Boston College (junior) - Montrezl Harrell – F, Louisville (junior) - Aaron Harrison – G, Kentucky (sophomore) - Andrew Harrison – G, Kentucky (sophomore) - Tyler Harvey – G, Eastern Washington (junior) - Jerome Hill – F, Gardner-Webb (junior) - Rondae Hollis-Jefferson – F, Arizona (sophomore) - R. J. Hunter – G, Georgia State (junior) - Vince Hunter – G, UTEP (sophomore) - Charles Jackson – C, Tennessee Tech (junior) - Dakari Johnson – C, Kentucky (sophomore) - Stanley Johnson – F, Arizona (freshman) - Tyus Jones – G, Duke (freshman) - Trevor Lacey – G, NC State (junior) - Kevon Looney – F, UCLA (freshman) - Trey Lyles – F, Kentucky (freshman) - Jarell Martin – F, LSU (sophomore) | - Chris McCullough – F, Syracuse (freshman) - Jordan Mickey – F, LSU (sophomore) - Luis David Montero – F, Westchester CC (sophomore) - Jahlil Okafor – C, Duke (freshman) - Kelly Oubre Jr. – F, Kansas (freshman) - Ashton Pankey – F, Manhattan (junior) - Cameron Payne – G, Murray State (sophomore) - Terran Petteway – F, Nebraska (junior) - Walter Pitchford – F, Nebraska (junior) - Bobby Portis – F, Arkansas (sophomore) - Michael Qualls – G, Arkansas (junior) - Terry Rozier – G, Louisville (sophomore) - D'Angelo Russell – G, Ohio State (freshman) - Deonta Stocks – G, West Georgia (sophomore) - Jherrod Stiggers – G, Houston (junior) - Aaron Thomas – G, Florida State (junior) - J. P. Tokoto – F, North Carolina (junior) - Karl-Anthony Towns – C, Kentucky (freshman) - Myles Turner – F, Texas (freshman) - Robert Upshaw – C, Washington (sophomore) - Rashad Vaughn – G, UNLV (freshman) - Chris Walker – F, Florida (sophomore) - Justise Winslow – F, Duke (freshman) - Christian Wood – F, UNLV (sophomore) |

#### Jugadores internacionales
| Jugador             | Nacionalidad         | Equipo                                |
| ------------------- | -------------------- | ------------------------------------- |
| Alberto Abalde Díaz | España               | Joventut Badalona (España)            |
| Dimitrios Agravanis | Grecia               | Olympiacos (Grecia)                   |
| Wael Arakji         | Líbano               | Al Riyadi Beirut (Líbano)             |
| Lefteris Bochoridis | Grecia               | Panathinaikos (Grecia)                |
| Beka Burjanadze     | Georgia              | Básquet Coruña (España)               |
| Nedim Buza          | Bosnia y Herzegovina | Spars Sarajevo (Bosnia y Herzegovina) |
| Alexandre Chassang  | Francia              | ASVEL Villeurbanne (Francia)          |
| George de Paula     | Brasil               | Pinheiros (Brasil)                    |
| Andrey Desyatnikov  | Rusia                | Zenit Saint Petersburg (Rusia)        |
| Moussa Diagne       | Senegal              | Fuenlabrada (España)                  |
| Lucas Dias          | Brasil               | Pinheiros (Brasil)                    |
| Ognjen Dobrić       | Serbia               | FMP Beograd (Serbia)                  |
| Simone Fontecchio   | Italia               | Virtus Bologna (Italia)               |
| Danilo Fuzaro       | Brasil               | Minas Tênis Clube (Brasil)            |
| Marc García         | España               | Manresa (España)                      |
| Humberto Gomes      | Brasil               | Pinheiros (Brasil)                    |
| Kevin Harley        | Francia              | Poitiers (Francia)                    |
| Willy Hernangómez   | España               | Sevilla (España)                      |
| Juancho Hernangómez | España               | Estudiantes (España)                  |
| Mario Hezonja       | Croacia              | FC Barcelona (España)                 |
| Mouhammadou Jaiteh  | Francia              | Nanterre (FRancia)                    |
| Alpha Kaba          | Francia              | Pau-Orthez (Francia)                  |
| Vladislav Korenyuk  | Ucrania              | Dnipro (Ucrania)                      |
| Dušan Kutlešić      | Serbia               | Metalac Valjevo (Serbia)              |
| Lee Jong-hyun       | Corea del Sur        | Korea University (Corea del Sur)      |
| Timothe Luwawu      | Francia              | Olympique Antibes (Francia)           |
| Nikola Milutinov    | Serbia               | Partizan Belgrado (Serbia)            |
| Aleksej Nikolić     | Eslovenia            | Spars Sarajevo (Bosnia y Herzegovina) |
| Cedi Osman          | Turquía              | Anadolu Efes (Turquía)                |
| Miroslav Pašajlić   | Serbia               | Sloboda Užice (Serbia)                |
| Anžejs Pasečņiks    | Letonia              | VEF Riga (Letonia)                    |
| Oriol Paulí         | España               | Gran Canaria (España)                 |
| Kristaps Porziņģis  | Letonia              | Sevilla (España)                      |
| Nikola Radicevic    | Serbia               | Sevilla (España)                      |
| Đoko Šalić          | Serbia               | Spars Sarajevo (Bosnia y Herzegovina) |
| Marko Tejić         | Serbia               | Estrella Roja Belgrado (Serbia)       |
| Juan Pablo Vaulet   | Argentina            | Bahía Basket (Argentina)              |
| Aleksandar Vezenkov | Bulgaria             | Aris Salónica (Grecia)                |
| Adin Vrabac         | Bosnia y Herzegovina | TBB Trier (Alemania)                  |
| Rade Zagorac        | Serbia               | Mega Leks (Serbia)                    |
| Sergiy Zagreba      | Ucrania              | Dnipro (Ucrania)                      |
| Alexandr Zhigulin   | Kazajistán           | Peñas Huesca (España)                 |
| Paul Zipser         | Alemania             | Bayern Munich (Alemania)              |

## Lotería del draft
Las primeras 14 selecciones del draft pertenecen a los equipos que no alcanzaron los playoffs; el orden fue determinado a través de una lotería. La lotería determinó los tres equipos que obtuvieron las tres primeras selecciones en el draft. El resto de selecciones de primera ronda y las selecciones de segunda ronda fueron asignados a los equipos en orden inverso a su récord de victorias y derrotas en la temporada anterior. La lotería se celebró el 19 de mayo de 2015.
A continuación las posibilidades de cada equipo para obtener selecciones específicas en la lotería del draft, redondeado a tres decimales:
| ^ | Indica los resultados de la lotería actuales |

| Equipo                 | Récord 2014-15 | Oport. | Probabilidades de lotería | Probabilidades de lotería | Probabilidades de lotería | Probabilidades de lotería | Probabilidades de lotería | Probabilidades de lotería | Probabilidades de lotería | Probabilidades de lotería | Probabilidades de lotería | Probabilidades de lotería | Probabilidades de lotería | Probabilidades de lotería | Probabilidades de lotería | Probabilidades de lotería |
| Equipo                 | Récord 2014-15 | Oport. | 1º                        | 2º                        | 3º                        | 4º                        | 5º                        | 6º                        | 7º                        | 8º                        | 9º                        | 10º                       | 11º                       | 12º                       | 13º                       | 14º                       |
| ---------------------- | -------------- | ------ | ------------------------- | ------------------------- | ------------------------- | ------------------------- | ------------------------- | ------------------------- | ------------------------- | ------------------------- | ------------------------- | ------------------------- | ------------------------- | ------------------------- | ------------------------- | ------------------------- |
| Minnesota Timberwolves | 16–66          | 250    | .250^                     | .215                      | .178                      | .357                      | —                         | —                         | —                         | —                         | —                         | —                         | —                         | —                         | —                         | —                         |
| New York Knicks        | 17–65          | 199    | .199                      | .188                      | .171                      | .319^                     | .123                      | —                         | —                         | —                         | —                         | —                         | —                         | —                         | —                         | —                         |
| Philadelphia 76ers     | 18–64          | 156    | .156                      | .157                      | .156^                     | .226                      | .265                      | .040                      | —                         | —                         | —                         | —                         | —                         | —                         | —                         | —                         |
| Los Angeles Lakers     | 21–61          | 119    | .119                      | .126^                     | .133                      | .099                      | .351                      | .160                      | .012                      | —                         | —                         | —                         | —                         | —                         | —                         | —                         |
| Orlando Magic          | 25–57          | 88     | .088                      | .097                      | .107                      | —                         | .261^                     | .360                      | .084                      | .004                      | —                         | —                         | —                         | —                         | —                         | —                         |
| Sacramento Kings       | 29–53          | 63     | .063                      | .071                      | .081                      | —                         | —                         | .440^                     | .305                      | .040                      | .001                      | —                         | —                         | —                         | —                         | —                         |
| Denver Nuggets         | 30–52          | 43     | .043                      | .049                      | .058                      | —                         | —                         | —                         | .600^                     | .232                      | .018                      | .000                      | —                         | —                         | —                         | —                         |
| Detroit Pistons        | 32–50          | 28     | .028                      | .033                      | .039                      | —                         | —                         | —                         | —                         | .724^                     | .168                      | .008                      | .000                      | —                         | —                         | —                         |
| Charlotte Hornets      | 33–49          | 17     | .017                      | .020                      | .024                      | —                         | —                         | —                         | —                         | —                         | .813^                     | .122                      | .004                      | .000                      | —                         | —                         |
| Miami Heat             | 37–45          | 11     | .011                      | .013                      | .016                      | —                         | —                         | —                         | —                         | —                         | —                         | .870^                     | .089                      | .002                      | .000                      | —                         |
| Indiana Pacers         | 38–44          | 8      | .008                      | .009                      | .012                      | —                         | —                         | —                         | —                         | —                         | —                         | —                         | .907^                     | .063                      | .001                      | .000                      |
| Utah Jazz              | 38–44          | 7      | .007                      | .008                      | .010                      | —                         | —                         | —                         | —                         | —                         | —                         | —                         | —                         | .935^                     | .039                      | .000                      |
| Phoenix Suns           | 39–43          | 6      | .006                      | .007                      | .009                      | —                         | —                         | —                         | —                         | —                         | —                         | —                         | —                         | —                         | .960^                     | .018                      |
| Oklahoma City Thunder  | 45–37          | 5      | .005                      | .006                      | .007                      | —                         | —                         | —                         | —                         | —                         | —                         | —                         | —                         | —                         | —                         | .982^                     |

## Jugadores notables no seleccionados
Estos jugadores no fueron seleccionados en el draft, pero han jugado al menos un partido en la NBA.
| Jugador               | Pos.  | Nacionalidad             | Universidad / Club             |
| --------------------- | ----- | ------------------------ | ------------------------------ |
| Cliff Alexander       | PF    | Estados Unidos           | Kansas                         |
| Nicolás Brussino      | SF/SG | Argentina                | Regatas Corrientes (Argentina) |
| Quinn Cook            | PG    | Estados Unidos           | Duke                           |
| Bryce Dejean-Jones    | SG    | Estados Unidos           | Iowa State                     |
| Duje Dukan            | PF    | Croacia · Estados Unidos | Wisconsin                      |
| Michael Frazier II    | SG    | Estados Unidos           | Florida                        |
| Treveon Graham        | SG    | Estados Unidos           | VCU                            |
| Javonte Green         | SF/SG | Estados Unidos           | Radford                        |
| Aaron Harrison        | SG    | Estados Unidos           | Kentucky                       |
| William Howard        | SG    | Francia                  | Denain Voltaire (Francia)      |
| Vince Hunter          | SF    | Estados Unidos           | UTEP                           |
| Stanton Kidd          | SF    | Estados Unidos           | Colorado State                 |
| T. J. McConnell       | PG    | Estados Unidos           | Arizona                        |
| Alfonzo McKinnie      | SF    | Estados Unidos           | Green Bay                      |
| Malcolm Miller        | SF    | Estados Unidos           | Holy Cross                     |
| Luis David Montero    | SG    | República Dominicana     | Westchester CC                 |
| Maurice Ndour         | PF    | Senegal                  | Ohio                           |
| J. J. O'Brien         | SF/SG | Estados Unidos           | San Diego State                |
| Royce O'Neale         | SF    | Estados Unidos           | Baylor                         |
| Kevin Pangos          | PG    | Canadá                   | Gonzaga                        |
| Vincent Poirier       | C     | Francia                  | Paris-Levallois (Francia)      |
| Chasson Randle        | PG    | Estados Unidos           | Stanford                       |
| Jordan Sibert         | SG    | Estados Unidos           | Dayton                         |
| Keifer Sykes          | PG    | Estados Unidos           | Green Bay                      |
| Juan Toscano-Anderson | SF    | México                   | Marquette                      |
| Julian Washburn       | SF    | Estados Unidos           | UTEP                           |
| Brianté Weber         | PG    | Estados Unidos           | VCU                            |
| Greg Whittington      | PF    | Estados Unidos           | Georgetown                     |
| Alan Williams         | C/F   | Estados Unidos           | UC Santa Barbara               |
| Christian Wood        | PF    | Estados Unidos           | UNLV                           |

## Traspasos con elecciones del draft involucradas

### Traspasos Pre-draft
Antes del día del draft, se produjeron los siguienras traspasos y acuerdos entre equipos.
1. 1 2  

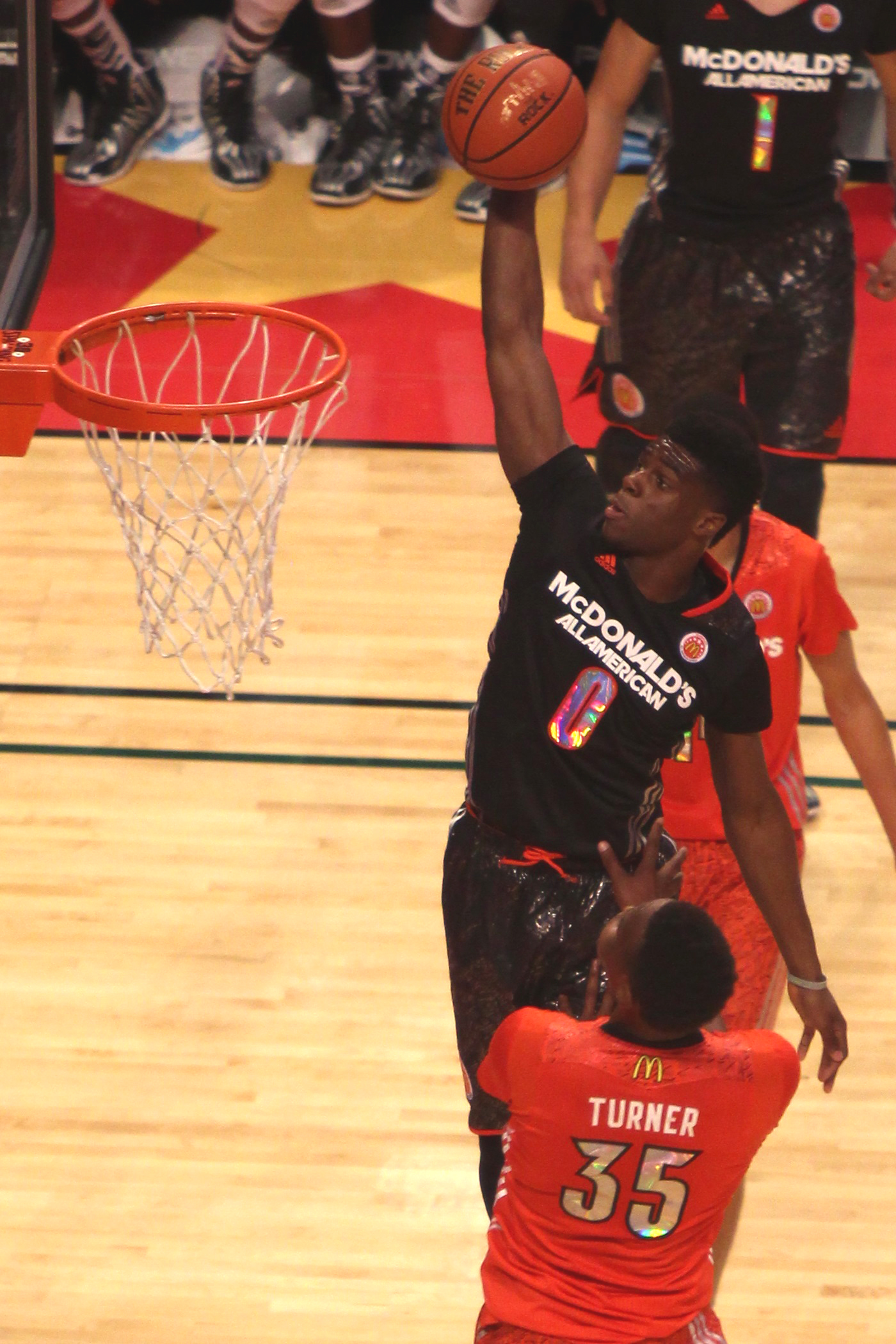
Emmanuel Mudiay fue elegido en 7º lugar por Denver Nuggets.

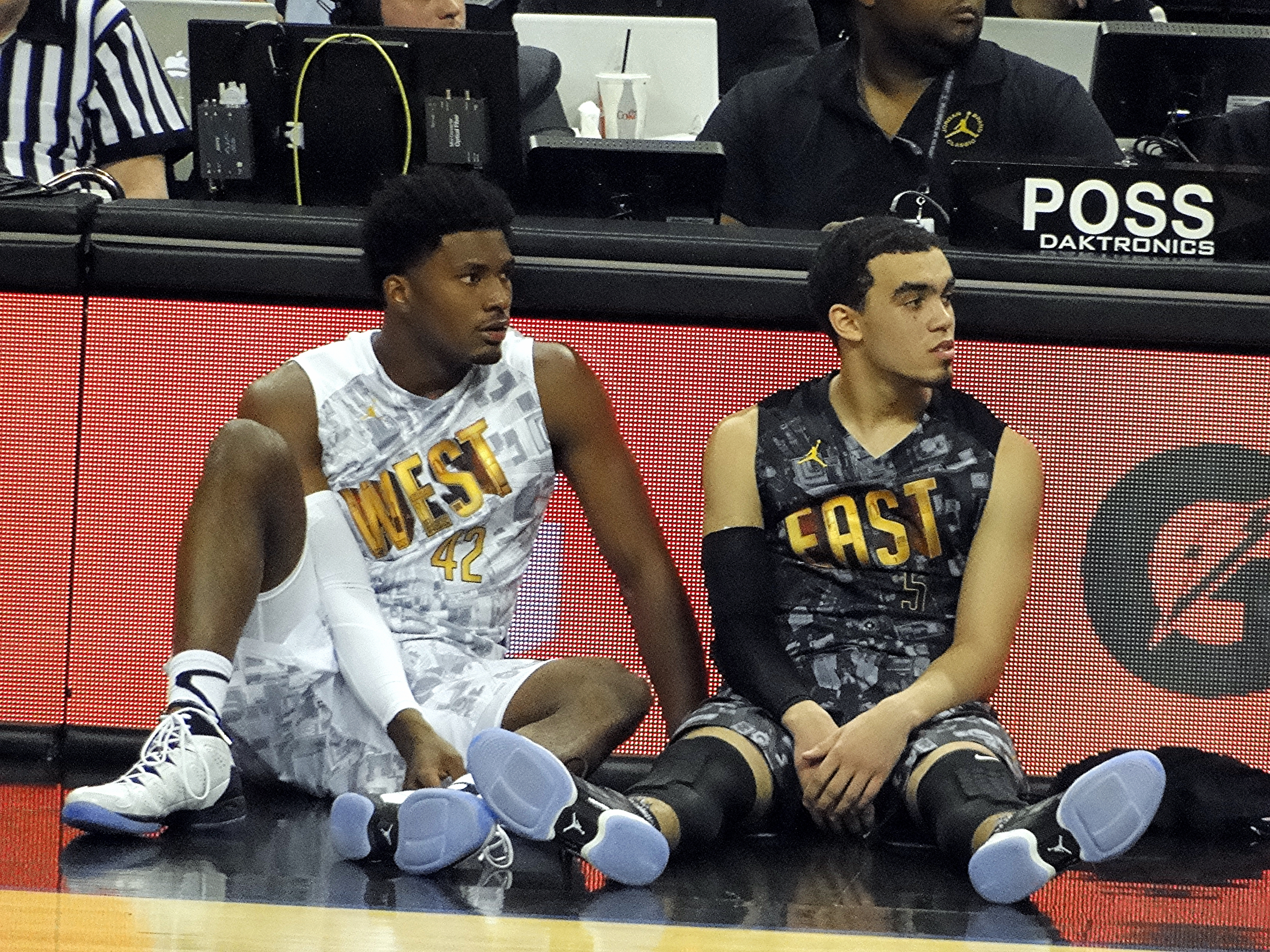
Justise Winslow (izquierda) elegido en 10ª posición por Miami Heat y Tyus Jones (derecha) elegido en el puesto 24 por Cleveland Cavaliers, traspasado a los Wolves.

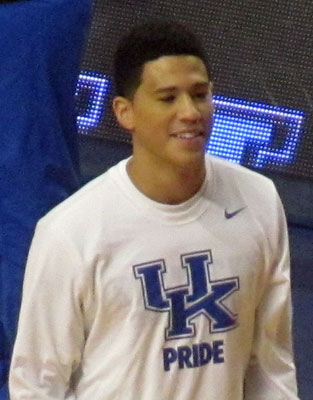
Devin Booker fue elegido en 13.ª posición por Phoenix Suns.

11 de julio de 2012: De Brooklyn Nets a Atlanta Hawks[3][4]
  - Atlanta adquiere a Jordan Farmar, Anthony Morrow, DeShawn Stevenson, Jordan Williams, Johan Petro, una primera ronda condicionada del 2013, una segunda ronda de 2017 intercambiable por una primera de 2014 y la opción de intercambiarla en 2015
  - Brooklyn adquiere a Joe Johnson
2. ↑  
July 15, 2014: New Orleans Pelicans to Houston Rockets (three-team trade with Washington Wizards)[6][7]
  - Houston adquiere a Alonzo Gee, Scotty Hopson y una primera elección condicionada del draft de 2015 (protegido el top 3 y 20–30 en 2015) desde New Orleans
  - Houston adquiere a Trevor Ariza desde Washington (sign and trade)
  - New Orleans adquiere a Ömer Aşık, Omri Casspi y dinero desde Houston
  - Washington adquiere a Melvin Ely desde New Orleans
3. ↑  
July 13, 2014: Houston Rockets to Los Angeles Lakers[8][9]
  - L.A. Lakers adquieren a Jeremy Lin, una elección condicionada de primera ronda de 2015 (protegido el top 14 en 2014)  y una elección condicionada de segunda ronda.
  - Houston adquiere los derechos del draft sobre Sergei Lishouk
4. ↑  
June 25, 2013: Los Angeles Clippers a Boston Celtics[10][9]
  - Boston adquiere una elección condicionada de primera ronda de 2015 como compensación por permitir que los L.A. Clippers contrataran a Doc Rivers como entrenador.
5. ↑  
July 11, 2012: New York Knicks a Houston Rockets[11]
  - New York aquiere a Marcus Camby
  - Houston adquiere a Toney Douglas, Josh Harrellson, Jerome Jordan, una segunda ronda de 2014, una segunda ronda de 2015 y dinero.
6. ↑  
June 28, 2012: Philadelphia 76ers a Miami Heat[12]
  - Miami adquiere los derechos del draft de Justin Hamilton y una futura primera ronda
  - Philadelphia adquiere los derechos del draft de Arnett Moultrie

15 de enero de 2014: Miami Heat a Boston Celtics (acuerdo a tres bandas con Golden State Warriors)[13][14]
  - Boston adquiere a Joel Anthony y una segunda ronda de 2016 de Miami
  - Boston adquiere una primera ronda condicionada de Philadelphia vía Golden State
  - Miami adquiere a Toney Douglas de Golden State
  - Golden State adquiere a Jordan Crawford y MarShon Brooks de Boston
7. ↑  
June 26, 2014: Orlando Magic a Philadelphia 76ers[15]
  - Philadelphia adquiere los derechos del draft de Dario Šarić, una segunda ronda de 2015, y una futura primera ronda.
  - Orlando adquiere los derechos de Elfrid Payton
8. ↑  
September 17, 2014: Sacramento Kings a Houston Rockets[16]
  - Houston adquiere a  Jason Terry, una segunda ronda de 2015 y una segunda ronda de 2016
  - Sacramento adquiere a Alonzo Gee y Scotty Hopson
9. 1 2  
19 de diciembre de 2014:Acuerdo a 3 bandas entre Houston Rockets, Minnesota Timberwolves y Philadelphia 76ers[17]
  - Houston adquiere a Corey Brewer de  Minnesota
  - Houston adquiere a Alexey Shved de Philadelphia
  - Minnesota adquiere a Troy Daniels, 'una segunda ronda de 2015 de Sacramento, a una segunda ronda de 2016 y dinero de Houston
  - Philadelphia adquiere los derechos del draft de Sergei Lishouk y una segunda ronda de 2015 de Houston
  - Philadelphia adquiere a Ronny Turiaf de Minnesota
10. ↑  
February 22, 2011: Denver Nuggets to Minnesota Timberwolves (three-team trade with New York Knicks)[18][19]
  - Minnesota adquiere una segunda ronda de 2015 de Denver
  - Minnesota adquiere a Anthony Randolph, Eddy Curryy dinero de New York
  - Denver adquiere a Kosta Koufos de Minnesota
  - Denver adquiere a Wilson Chandler, Raymond Felton, Danilo Gallinari, Timofey Mozgov, una primera ronda de 2014, una segunda de 2013 y 2013, una opción del 2016 y dinero de New York
  - New York adquiere a Corey Brewer de Minnesota
  - New York adquiere a Carmelo Anthony, Chauncey Billups, Anthony Carter, Renaldo Balkman y Shelden Williams de Denver

27 de junio de 2011: Minnesota Timberwolves a Portland Trail Blazers[20]
  - Minnesota adquiere los derechos del draft de Tanguy Ngombo
  - Portland adquiere una segunda ronda de 2015 de Denver

10 de julio de 2013: Portland Trail Blazers a Houston Rockets[21]
  - Houston acquired draft rights to Kostas Papanikolaou, draft rights to Marko Todorović, Denver's 2015 second-round pick and a 2017 second-round pick
  - Portland acquired Thomas Robinson

February 19, 2015: Houston Rockets to Philadelphia 76ers[22]
  - Philadelphia acquired Isaiah Canaan and Denver's 2015 second-round pick
  - Houston acquired K. J. McDaniels
11. ↑  
December 22, 2011: New Jersey Nets (now Brooklyn Nets) to Utah Jazz[24]
  - Utah acquired a 2015 second-round pick
  - New Jersey acquired Mehmet Okur

June 27, 2013: Utah Jazz to Atlanta Hawks[25]
  - Atlanta acquired Brooklyn's 2015 second-round pick
  - Utah acquired draft rights to Raulzinho Neto

June 26, 2014: Atlanta Hawks to Milwaukee Bucks[26]
  - Milwaukee acquired Brooklyn's 2015 second-round pick
  - Atlanta acquired draft rights to Lamar Patterson

June 30, 2014: Milwaukee Bucks to Brooklyn Nets[27]
  - Brooklyn re-acquired their 2015 second-round pick and also acquired a 2019 second round pick as a compensation for allowing Milwaukee to hire Jason Kidd as a head coach
12. ↑  
December 14, 2011: New Orleans Hornets (now New Orleans Pelicans) to Los Angeles Clippers[30]
  - L.A. Clippers acquired Chris Paul, a 2015 second-round pick and a future second-round pick
  - New Orleans acquired Eric Gordon, Chris Kaman, Al-Farouq Aminu, and a 2012 first-round pick

March 15, 2012: Los Angeles Clippers to Washington Wizards (three-team trade with Denver Nuggets)[31]
  - Washington acquired Brian Cook and New Orleans' 2015 second-round pick from L.A. Clippers
  - Washington acquired Nenê from Denver
  - L.A. Clippers acquired Nick Young from Washington
  - Denver acquired JaVale McGee and Ronny Turiaf from Washington

February 20, 2014: Washington Wizards to Philadelphia 76ers (three-team trade with Denver Nuggets)[32][33]
  - Philadelphia acquired Eric Maynor and New Orleans' 2015 second-round pick from Washington
  - Philadelphia acquired a 2016 second-round pick from Denver
  - Washington acquired a conditional 2014 second-round pick from Philadelphia
  - Washington acquired Andre Miller from Denver
  - Denver acquired Jan Veselý from Washington
13. ↑  
June 30, 2014: Toronto Raptors to Atlanta Hawks[34]
  - Atlanta acquired John Salmons and a 2015 second-round pick
  - Toronto acquired Louis Williams and draft rights to Lucas Nogueira
14. ↑  
July 14, 2014: Chicago Bulls to Orlando Magic[35]
  - Orlando acquired Anthony Randolph, a 2015 second-round pick, a 2016 second-round pick and cash considerations
  - Chicago acquired draft rights to Milovan Raković
15. ↑  
June 27, 2013: Portland Trail Blazers to Cleveland Cavaliers[36]
  - Portland acquired draft rights to Allen Crabbe
  - Cleveland acquired a 2015 second-round pick and a 2016 second-round pick

January 6, 2014: Cleveland Cavaliers to Chicago Bulls[37]
  - Cleveland acquired Luol Deng
  - Chicago acquired Andrew Bynum, Sacramento's conditional first-round pick, the option to swap 2015 first-round picks, Portland's 2015 second-round pick and Portland's 2016 second-round pick

June 26, 2014: Chicago Bulls to Denver Nuggets[38]
  - Chicago acquired Anthony Randolph and draft rights to Doug McDermott
  - Denver acquired draft rights to Jusuf Nurkić, draft rights to Gary Harris and Portland's 2015 second-round pick

January 7, 2015: Denver Nuggets to Cleveland Cavaliers[39]
  - Cleveland acquired Timofey Mozgov and Portland's 2015 second-round pick
  - Denver acquired two conditional first-round picks
16. ↑  
July 22, 2014: Cleveland Cavaliers to Utah Jazz[40]
  - Utah acquired Carrick Felix, a 2015 second-round pick and cash considerations
  - Cleveland acquired John Lucas III, Malcolm Thomas and Erik Murphy
17. ↑  
January 12, 2015: Memphis Grizzlies to New Orleans Pelicans (three-team trade with Boston Celtics)[42]
  - New Orleans acquired Quincy Pondexter and a 2015 second-round pick from Memphis
  - Memphis acquired Russ Smith from New Orleans
  - Memphis acquired Jeff Green from Boston
  - Boston acquired Tayshaun Prince and a conditional first-round pick from Memphis
  - Boston acquired Austin Rivers from New Orleans
18. ↑  
January 5, 2009: Los Angeles Clippers to Denver Nuggets[44]
  - Denver acquired a future second-round pick
  - L.A. Clippers acquired Cheikh Samb and cash considerations
19. ↑  
December 19, 2011: Golden State Warriors to Indiana Pacers[45][46]
  - Indiana acquired Louis Amundson and a second-round pick
  - Golden State acquired Brandon Rush

February 20, 2014: Indiana Pacers to Philadelphia 76ers[47]
  - Philadelphia acquired Danny Granger and Golden State's 2015 second-round pick
  - Indiana acquired Evan Turner and Lavoy Allen

### Traspasos el día del Draft
Los siguientes traspasos en los que se veían involucrados jugadores del drarf se realizaron el mismo día de su elección.
1. ↑  
Acuerdo a tres bandas entre New York Knicks, Atlanta Hawks y Washington Wizards[5]
  - Atlanta adquiere a Tim Hardaway, Jr. de New York
  - Atlanta adquiere dos futuras segundas rondas de Washington
  - New York adquiere los derechos del draft sobre la elección 19, Jerian Grant de Washington
  - Washington adquiere los derechos del draft de la elección 15, Kelly Oubre, Jr. de Atlanta
2. ↑  
Brooklyn Nets and Charlotte Hornets trade[23]
  - Brooklyn acquired draft rights to 39th pick Juan Pablo Vaulet
  - Charlotte acquired a 2018 second-round pick, a 2019 second-round pick, and cash considerations
3. ↑  
Memphis Grizzlies and Phoenix Suns trade[28]
  - Memphis acquired draft rights to 44th pick Andrew Harrison
  - Phoenix acquired Jon Leuer
4. ↑  
Milwaukee Bucks and Toronto Raptors trade[29]
  - Milwaukee acquired Greivis Vásquez
  - Toronto acquired draft rights to 46th pick Norman Powell and a 2017 first-round pick (protected)
5. ↑  
Portland Trail Blazers and Utah Jazz trade[41]
  - Portland acquired draft rights to 54th pick Dani Díez
  - Utah acquired cash considerations
6. ↑  
New Orleans Pelicans and Los Angeles Clippers trade[43]
  - L.A. Clippers acquired Branden Dawson
  - New Orleans acquired cash considerations